# Chrysolina umbratilis
Chrysolina umbratilis é uma espécie de artrópode pertencente à família Chrysomelidae.